# NGC 3744
NGC 3744 ist eine Spiralgalaxie vom Hubble-Typ S im Sternbild Löwe auf der Ekliptik. Sie ist schätzungsweise 316 Millionen Lichtjahre von der Milchstraße entfernt.
Das Objekt wurde am 11. April 1882 von Edouard Stephan entdeckt.